# Spherillo kunigamiensis
Spherillo kunigamiensis är en kräftdjursart som beskrevs av Nunomura 1991. Spherillo kunigamiensis ingår i släktet Spherillo och familjen Armadillidae. Inga underarter finns listade i Catalogue of Life.